# Gần gủi thể xác

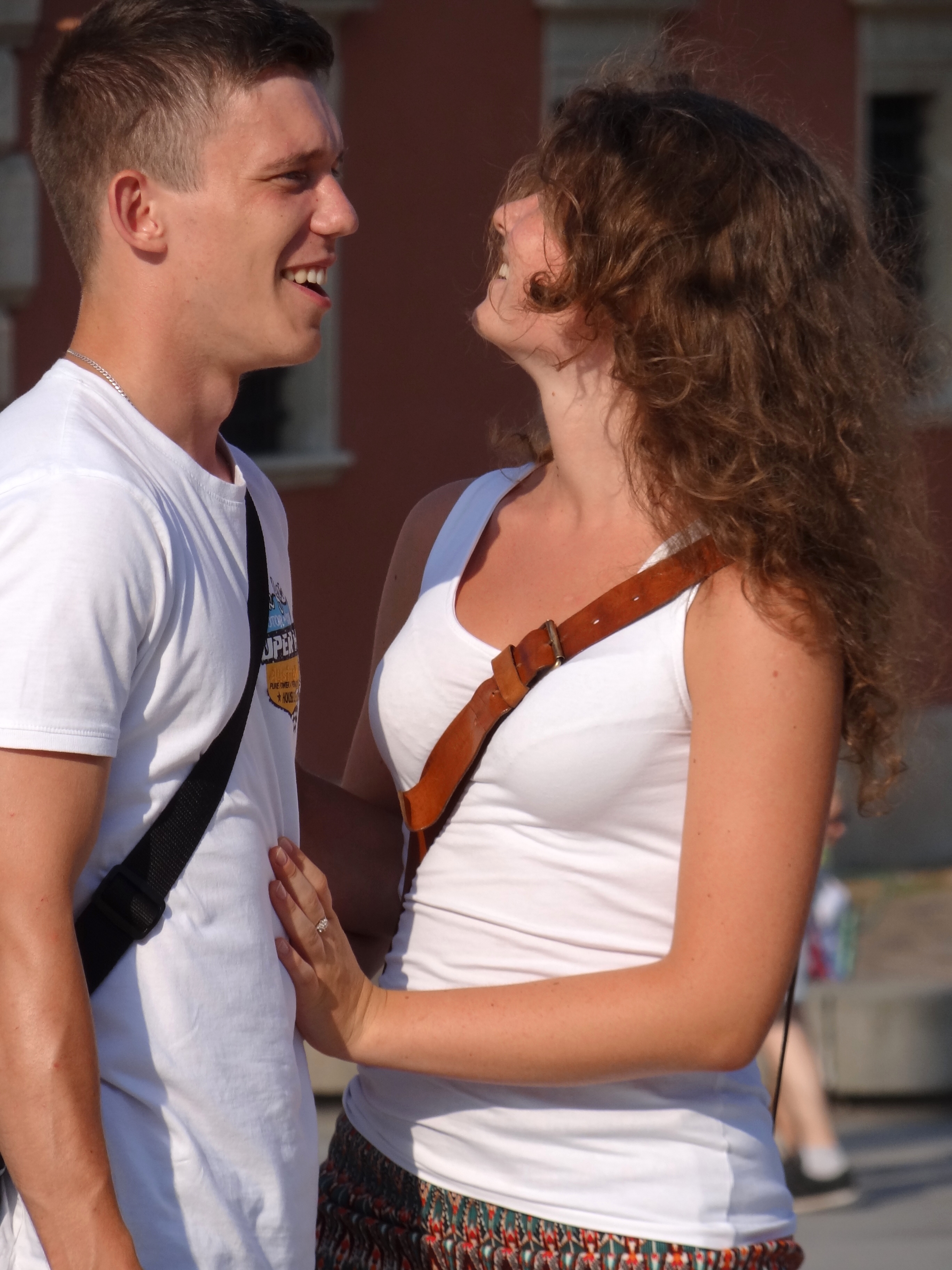
Hai bạn trẻ đang gần gủi thân mật

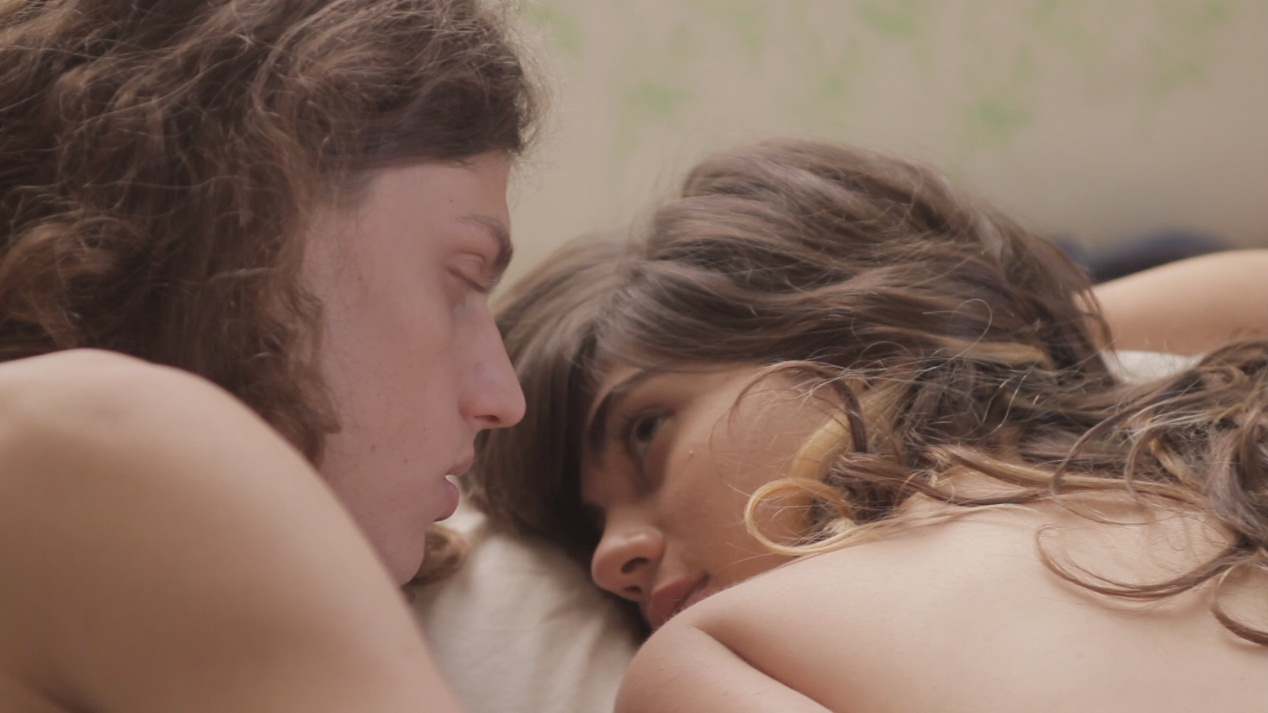
Phụ nữ thường gắn kết hơn sau khi quan hệ thể xác do cơ chế giải phóng oxytocin diễn ra trong hệ thần kinh tự trị.

Gần gủi thể xác hay thân mật cơ thể (Physical intimacy) là cảm giác gần gũi thân mật từ những cử chỉ đụng chạm cơ thể khi ở sát cạnh nhau. Đó là một hành động hoặc phản ứng, chẳng hạn như sự thể hiện cảm xúc (bao gồm tình bạn thân thiết, tình yêu thuần khiết, tình yêu lãng mạn, hoặc hấp dẫn thể xác), giữa con người, những điển hình về sự gần gũi thân thể bao gồm trạng thái tiếp xúc gần để thu hẹp không gian cá nhân của ai đó, cử chỉ thân mật như nắm tay, ôm, hôn, vuốt ve, mơn trớn và sự thân mật cơ thể quá mức là chất xúc tác tự nhiên của hoạt động tình dục. Một số hình thức gần gũi thể xác như hôn môi nồng nàn, vuốt ve các vùng nhạy cảm, hoặc ôm chặt kéo dài, có thể tạo ra sự kích thích tình dục và là khúc dạo đầu dẫn đến quan hệ tình dục. Trong mối quan hệ lãng mạn, gần gũi thể xác thường là một phần quan trọng trong việc thu hút lẫn nhau, và nó có thể dễ dàng chuyển sang quan hệ tình dục nếu cả hai bên đều mong muốn, hứng tình và đồng thuận. Tuy nhiên, ngay cả trong mối quan hệ lãng mạn, các cặp đôi vẫn có thể có những khoảnh khắc gần gũi thể xác mà không đi xa hơn, chẵng hạn như không vượt qua giới hạn của "vùng bạn bè" hay tâm trạng đè nén tình ái không thể vượt qua. 
Sự gần gũi về thể xác thường có thể truyền tải ý nghĩa thực sự hoặc ý định của một tương tác theo cách mà lời nói đi kèm không thể làm được. Sự gần gũi về thể xác có thể được trao đổi giữa bất kỳ ai, nhưng vì nó thường được sử dụng để truyền đạt những cảm xúc tích cực và thân mật, nên nó thường xảy ra ở những người đã có mối quan hệ từ trước, dù là gia đình, bạn bè hay tình yêu, và các mối quan hệ lãng mạn thường có sự gần gũi về thể xác cao hơn. Tình cảm thể xác có mối tương quan cao với tổng thể mối quan hệ và sự mãn nguyện của đối tác. Một số hình thức gần gũi thể xác có thể bị coi là tiêu cực, trong bối cảnh nhất định có thể bị dị nghị, đồn thổi, nghi ngờ, ghen tuông, nhiều quy tắc xã hội yêu cầu nam nữ phải "giữ khoảng cách", "nam nữ thọ thọ bất thân", hoặc sợ bị đồn thổi, dị nghị, đánh giá, áp lực khi không giữ khoảng cách với nhau, thái độ tiêu cực này đặc biệt rõ rệt ở những người mắc chứng haphephobia (Chứng sợ bị chạm vào cơ thể). Một số quy định pháp lý có thể quy định đây là hành vi sàm sỡ, quấy rối tình dục khi có động tác chạm, sờ soạng vào bộ phận sinh dục, mông và vú của phụ nữ, hoặc sờ đùi phụ nữ khi không được đồng thuận.

## Đại cương

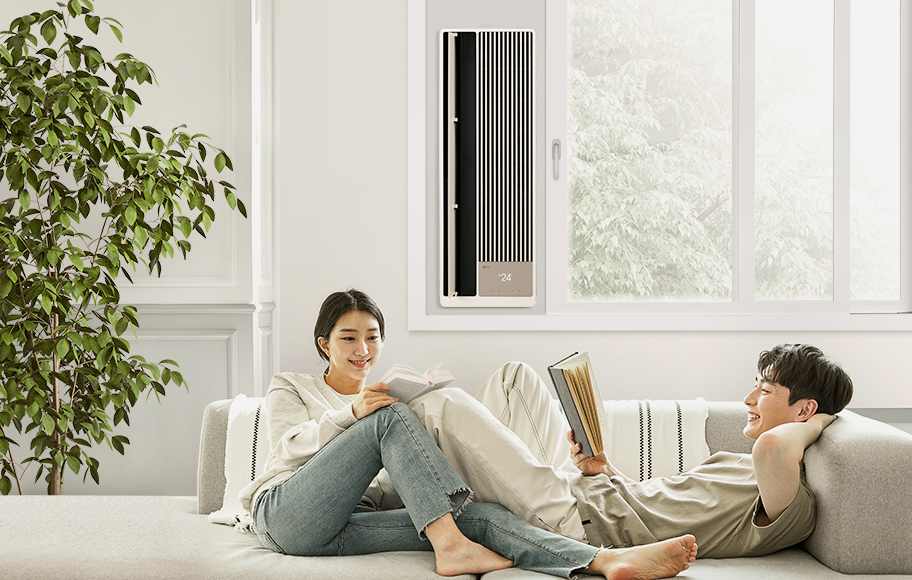
Hai bạn trẻ gần gũi với nhau

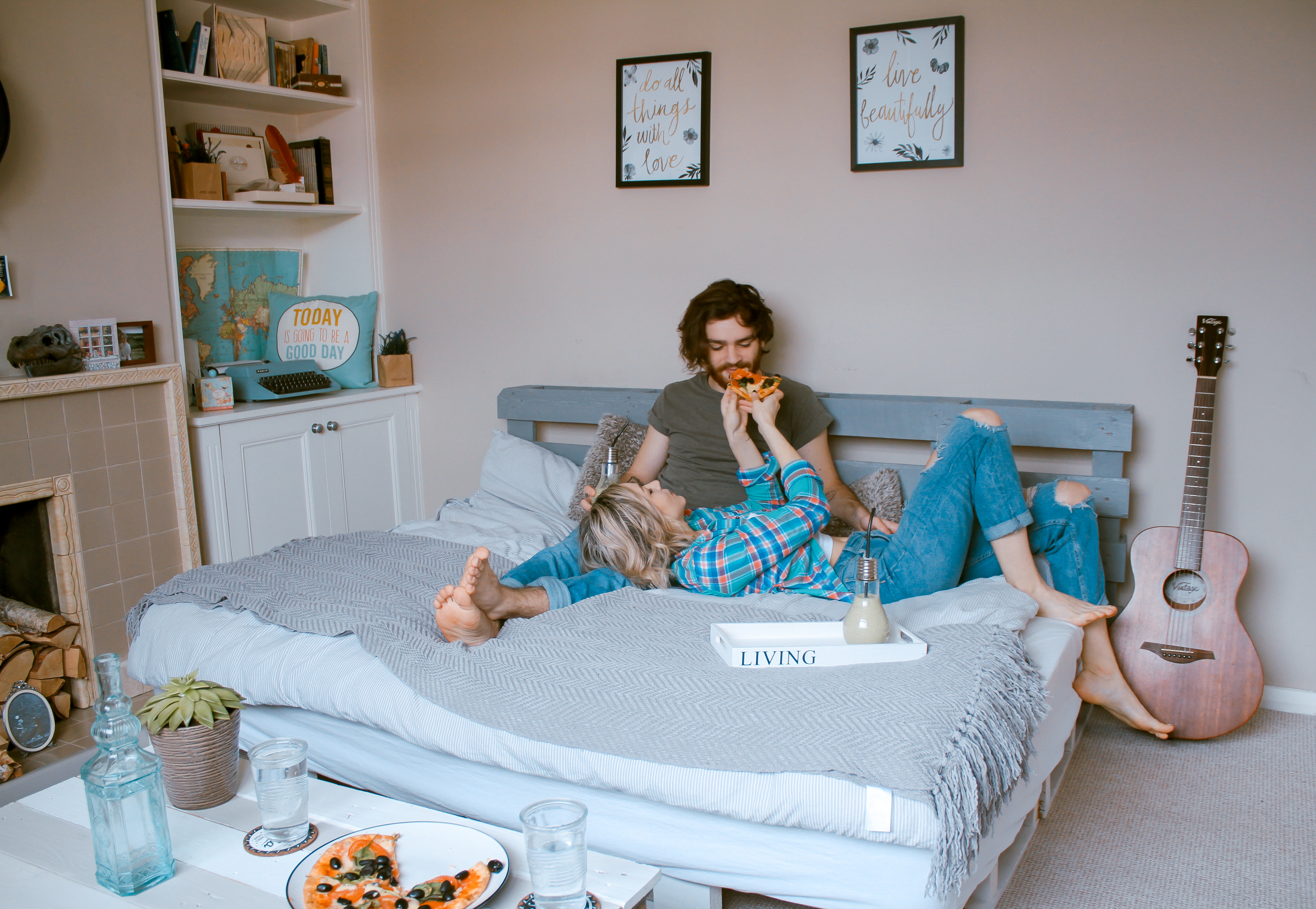
Một cặp đôi đang âu yếm gần gũi

Gần gủi thể xác là một khía cạnh quan trọng của sự thân mật trong các mối quan hệ con người, đề cập đến bất kỳ hình thức tiếp xúc hoặc gần gũi về mặt thể chất nào giữa hai người, nhằm mục đích thể hiện tình cảm, sự gắn kết, sự hỗ trợ hoặc ham muốn thể xác. Sự thân mật cơ thể thường xuất hiện ở những người đã có mối quan hệ từ trước (gia đình, bạn bè hoặc quan hệ yêu đương, tán tỉnh, lãng mạn) và có mối tương quan cao với sự hài lòng chung trong mối quan hệ. Nó là một phần tự nhiên của các mối quan hệ giữa các cá nhân và tình dục của con người. Sự thôi thúc gần gũi thể xác có thể đến từ nhiều lý do khác nhau, vào những mùa lạnh, con người cũng như các loài động vật khác tìm kiếm sự gần gũi thể xác với nhau như một phương tiện để điều hòa thân nhiệt. Đụng chạm thân mật không chỉ giới hạn ở quan hệ tình dục mà còn bao gồm một loạt các hành vi đa dạng, có thể xuất hiện trong nhiều loại mối quan hệ khác nhau (gia đình, bạn bè, lãng mạn) và ở các mức độ khác nhau. 
Do vai trò quan trọng của giao tiếp ngôn ngữ ở con người, vai trò của xúc giác thường bị xem nhẹ, tuy nhiên, có rất nhiều bằng chứng cho thấy xúc giác vẫn đóng vai trò quan trọng trong các mối quan hệ hàng ngày của con người. Mặc dù con người thường giao tiếp bằng lời nói, họ cũng tham gia vào các tiếp xúc gần gũi. Xúc giác mang những hàm ý về mặt cảm xúc và xã hội, thường vượt xa bất kỳ điều gì có thể được diễn đạt bằng ngôn ngữ. Mối quan hệ thân mật có thể bao gồm cả sự thân mật tình dục khởi phát từ sự tiếp xúc cơ thể như ôm, hôn, vuốt ve, và làm tình. Ham muốn tình dục thúc đẩy sự hình thành và duy trì mối quan hệ thân mật và lãng mạn, nó là một yếu tố hấp dẫn ban đầu và một động lực mạnh mẽ để các cá nhân tìm kiếm sự kết nối với nhau (từ tình bạn thân thiết chuyển hoá thành bạn tình). Các hành vi sau quan hệ tình dục như âu yếm, trò chuyện thân mật, ôm ấp (cuddling) cũng đóng vai trò quan trọng trong việc tăng cường giải phóng oxytocin và củng cố cảm giác gắn kết.

## Biểu hiện

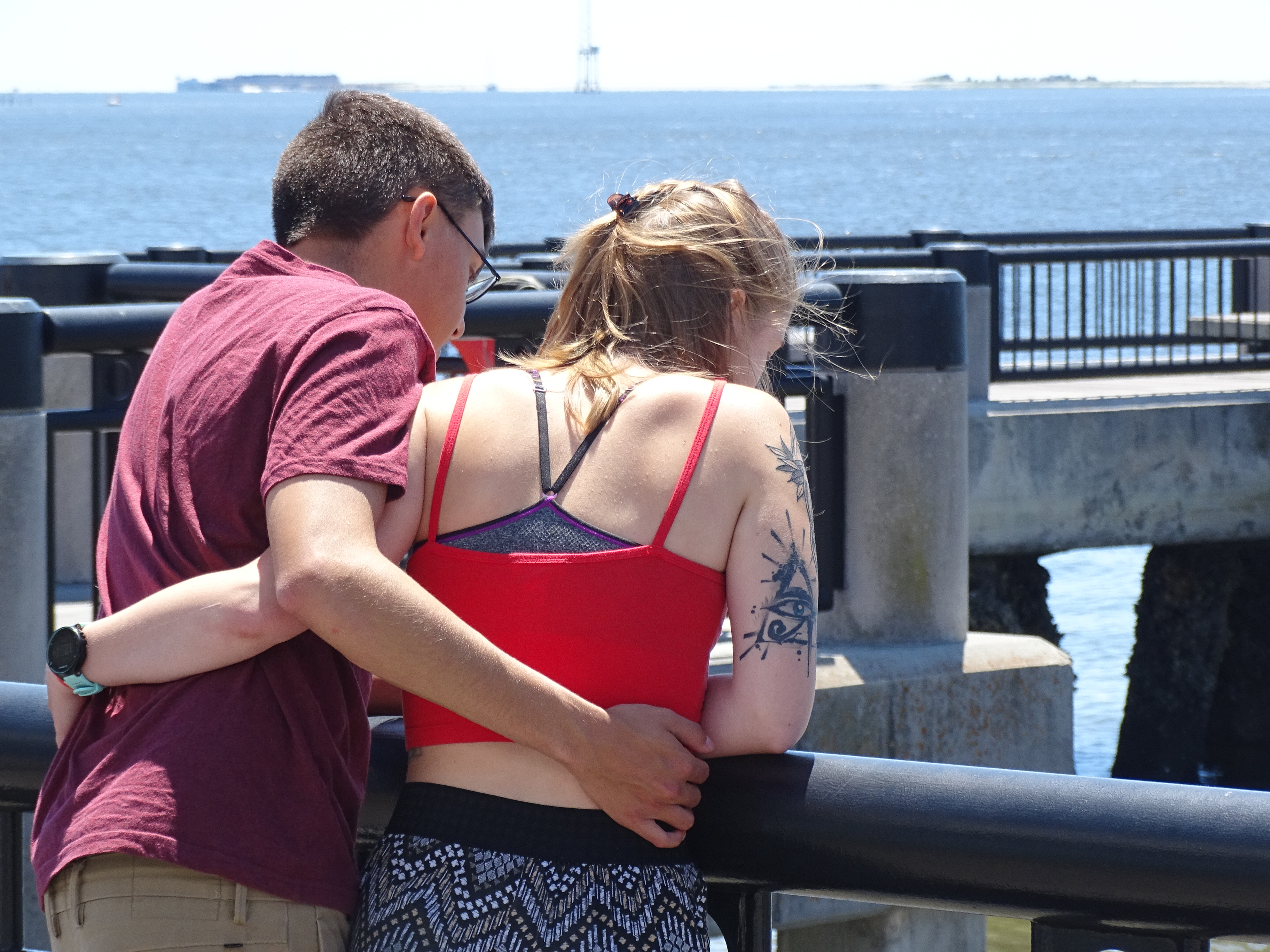
Một cặp đôi đang sát cạnh nhau và đang ôm eo lẫn nhau

Các biểu hiện của thân mật cơ thể bao gồm: 
- Gần gũi không gian cá nhân: Các cá nhân hoặc ngồi rất gần nhau, có tiếp xúc gần, trò chuyện thân mật, thoải mái, duy trì giao tiếp bằng mắt sâu sắc có thể được xem là một hình thức gần gũi về không gian, thu hẹp khoảng cách. Giao tiếp bằng mắt kéo dài được coi là một hình thức gần gũi về mặt thể xác, tương tự như chạm vào. Khi một người bước vào không gian riêng tư của người khác với mục đích gần gũi, đó là sự thân mật về thể xác, bất kể việc không có tiếp xúc cơ thể thực sự. Trong dân gian có câu "nhất cự ly, nhì cường độ" hay "lửa gần rơm lâu ngày cũng bén" chỉ về xu hướng nảy sinh tình cảm, tình ái đến từ việc tiếp xúc gần. Đụng chạm có tình ý và trêu ghẹo cũng là một chiến thuật tán tỉnh.
- Hoạt động thể chất chung: Là những hoạt động tạo điều kiện, tạo tình huống có thể gần gữi lần nhau mà không là trong hoàn cảnh riêng tư như khiêu vũ, bạn nhảy, chơi thể thao cùng nhau, những hoạt động đòi hỏi sự phối hợp hoặc đụng chạm, tiếp xúc cơ thể, sự va chạm, cọ xát thân thể, trò chơi gợi cảm, hành động tiếp xúc gần trong trò chơi tiệc tùng.
- Tiếp xúc nhẹ nhàng: Chạm nhẹ, va nhẹ vào nhau cho đến nắm tay, ôm vai, vuốt tóc, vỗ lưng, chạm vào cánh tay, chạm nhẹ vào điểm nào đó trên cơ thể của đối phương.
- Ôm ấp và vỗ về: Những cái ôm chặt, tựa đầu vào vai, ôm ấp khi ngủ, hay những cái ôm eo. Một cái ôm hoặc cái chạm có thể giúp giải phóng hormone oxytocin và giảm hormone gây căng thẳng[8].
- Hôn: Hôn lên má, trán, hôn môi, hôn cổ, gáy là một mức độ sâu sắc hơn của sự thân mật thể xác, trong đó hôn môi là biểu hiện rõ ràng của sự gắn kết tình cảm và tình yêu, hôn cổ, gáy là dấu hiệu đi xa hơn trong mối quan hệ thân thể.
- Mát-xa hoặc xoa bóp: Chăm sóc thể chất cho nhau, vuốt ve và âu yếm còn cho thấy chúng có tác dụng tích cực đến sức khỏe. Hiệu quả rõ rệt nhất có thể thấy ở việc giảm đau, giảm cảm giác trầm cảm và lo âu. Tuy nhiên, huyết áp và tâm trạng nhất thời cũng có thể được cải thiện thông qua tiếp xúc vật lý[9].
- Quan hệ tình dục: Đây là một hình thức cao nhất của thân mật cơ thể trong mối quan hệ lãng mạn, bao gồm sự tiếp xúc da thịt và các hành vi mơn trớn, chung đụng tình dục, theo đó thể xác của hai người đã thực sự hòa quyện vào nhau. Một số người tham gia vào sự gần gũi thể xác, vốn là một phần tự nhiên của các mối quan hệ giữa các cá nhân và tình dục của con người, và nghiên cứu đã chỉ ra rằng nó có lợi cho sức khỏe[10].

## Quan hệ

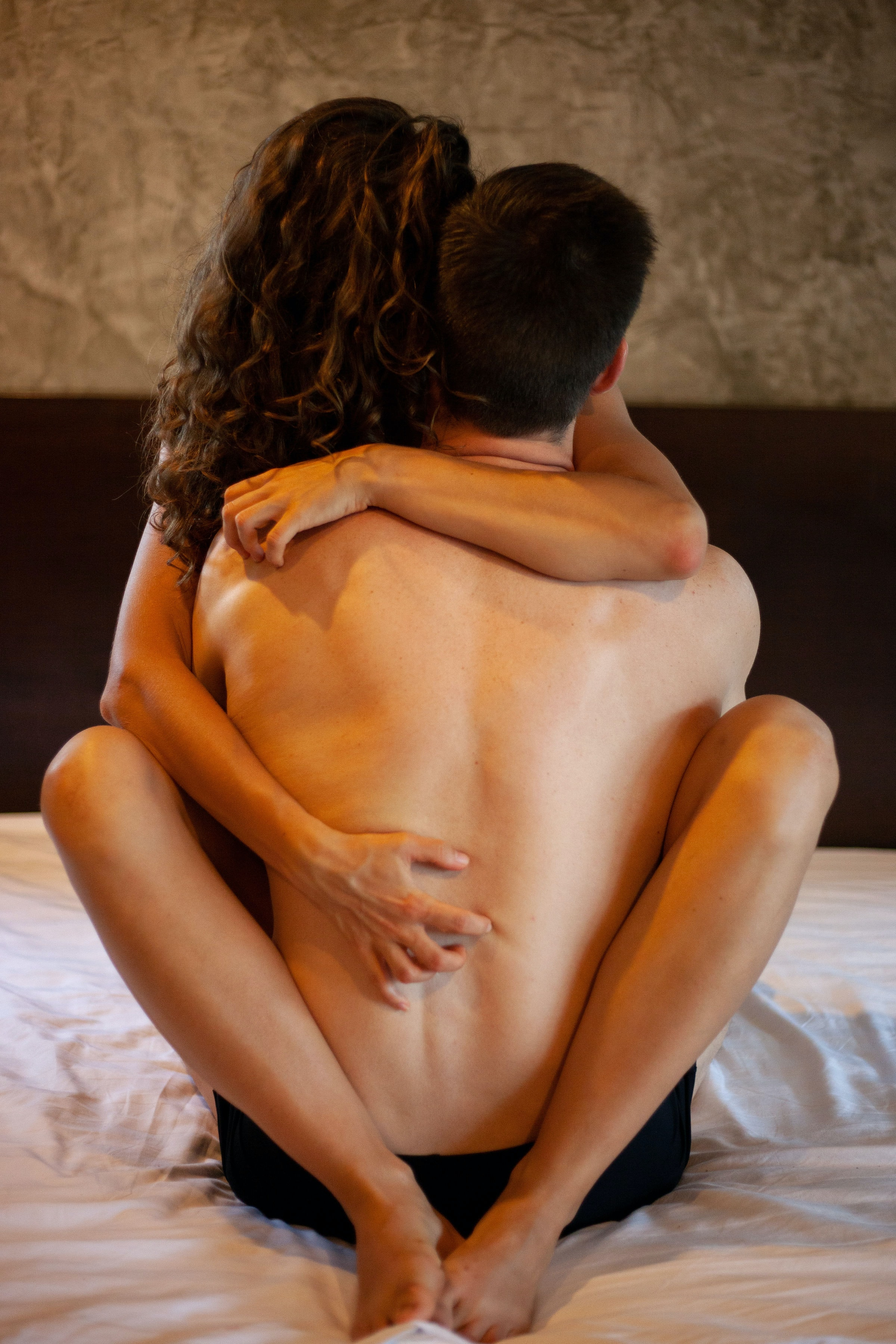
Sự thân mật cơ thể là chất xúc tác sớm muộn cho quan hệ thể xác

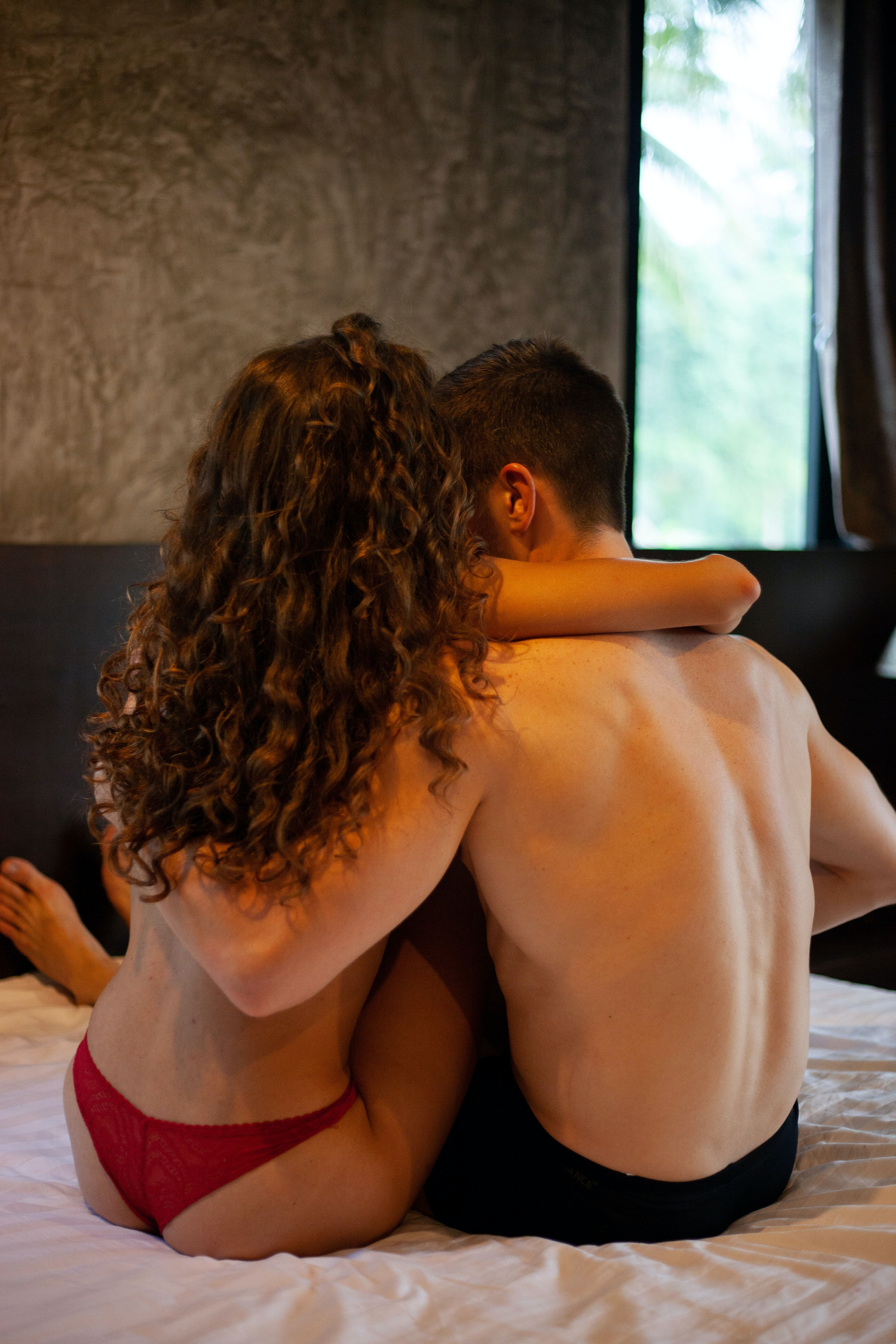
Cặp đôi đang gần gũi thể xác trong quan hệ tình dục

Ham muốn thể xác, quan hệ tình dục cùng với thân mật cơ thể là hai khía cạnh quan trọng và thường xuyên đan xen trong trải nghiệm của con người, đặc biệt là trong các mối quan hệ lãng mạn và tình yêu, trong đó sự gần gũi thể xác đóng vai trò ban đầu và chất xúc tác cho cảm xúc mãnh liệt, tình yêu nồng nàn, ham muốn thể xác và quan hệ tình dục. Vì không có sự hiểu biết duy nhất về ham muốn tình dục (Libido), nên điều quan trọng là phải khám phá các niềm tin về bản chất của cấu trúc này để tìm ra những cách khác nhau mà nó được mô tả. Ham muốn tình dục có thể biểu hiện ở nhiều mức độ khác nhau, từ sự quan tâm mơ hồ đến một nhu cầu mãnh liệt. Nó thôi thúc sự gần gũi về thân thể, giúp các cá nhân gắn kết sâu sắc hơn, sự thỏa mãn khi quan hệ thể xác sẽ giải phóng endorphin và oxytocin, mang lại cảm giác thư giãn, hạnh phúc. 
Phụ nữ thường cảm thấy gắn bó hơn sau khi quan hệ tình dục do sự giải phóng hormone oxytocin, trong quá trình này thì oxytocin thúc đẩy cảm giác thân mật, gắn kết và an toàn, đồng thời làm tăng sự tin tưởng và gắn bó trong mối quan hệ. Nhiều phụ nữ biết người yêu là kẻ sở khanh nhưng vẫn nhắm mắt lên giường trao thân trong một mối quan hệ sai trái bởi cảm thấy có một mối gắn kết nào đó mà họ không thể kiểm soát, đó chính là vô thức, nó diễn ra trong hệ thần kinh tự trị. Nhiều người tin rằng ham muốn tình dục đóng vai trò quan trọng trong tình yêu lãng mạn và rằng nó có thể là một yếu tố cực kỳ quan trọng trong việc củng cố động lực giữa các cá nhân trong các mối quan hệ lãng mạn. 
Mặc dù mức độ quan trọng của mỗi nhu cầu có thể khác nhau tùy thuộc vào bối cảnh tình huống và cá nhân liên quan. Các nhà nghiên cứu cũng thường xuyên định nghĩa ham muốn tình dục trong bối cảnh động lực, nhận thức, cảm xúc và những trải nghiệm tâm lý chủ quan tương tự, có thể được mô tả là nhu cầu tình dục, mong muốn, khao khát hoặc động lực tìm kiếm sự giao hợp tình dục, trái ngược với sự kích thích sinh lý hoặc các bối cảnh tình dục. Trong khi phụ nữ có xu hướng coi tình yêu và sự gần gũi về mặt cảm xúc là những mục tiêu có thứ hạng ưu tiên cao của ham muốn tình dục, thì nam giới lại có nhiều khả năng coi hoạt động tình dục là mục tiêu chính của ham muốn tình dục. Người ta cũng cho rằng phụ nữ có nhiều khả năng phát triển khuynh hướng "quan hệ" hoặc "lấy con người làm trung tâm" đối với ham muốn tình dục hơn nam giới, trong khi nam giới có nhiều khả năng có khuynh hướng "giải khuây" hoặc "lấy cơ thể làm trung tâm" khi làm tình. 
Trong suốt chiều dài lịch sử và xuyên suốt các nền văn hóa, một số loại tình yêu khác nhau đã được mô tả. Ví dụ, thuyết tam giác tình yêu của Sternberg minh họa nhiều loại tình yêu khác nhau, phác họa mối quan hệ giữa đam mê sắc dục, sự gần gũi và cam kết trong quá trình phát triển của tình yêu lãng mạn, sự say mê, nồng nàn, tình yêu đồng hành, sự thích thú, tình yêu phù phiếm, tình yêu trống rỗng và tình yêu viên mãn. Tình yêu nồng nàn là trạng thái thu hút và bận tâm nhiều hơn với một người cụ thể và có thể được mô tả là tình yêu ám ảnh hoặc say mê, tình yêu nồng nàn được định nghĩa là "trạng thái khao khát mãnh liệt được kết hợp với người khác", và cũng có thể được mô tả chung là đang yêu (phải lòng). Cảm xúc mãnh liệt này được đặc trưng bởi những trải nghiệm thăng trầm cảm xúc, và khi được đáp lại bằng sự kết hợp với người mình yêu, nó có thể dẫn đến cảm giác hưng phấn, phấn khích, viên mãn và ngây ngất, tuy nhiên, nếu tình yêu nồng cháy không được đáp lại và không đạt được sự kết hợp, sự vắng mặt có thể dẫn đến cảm giác trống rỗng, lo lắng và tuyệt vọng. 
Mặc dù tình yêu nồng nàn thường đi kèm với những ham muốn mãnh liệt và sự thôi thúc mạnh mẽ về sự gần gũi về mặt tình cảm và gần gũi thể xác, sự chống lại sự chia ly và cảm giác hưng phấn khi được người mình quan tâm chú ý, nhưng tình yêu nồng nàn thường được mô tả như một trạng thái tạm thời. Ham muốn là trạng thái thúc đẩy đam mê và mê đắm, ham muốn tình dục thường đóng vai trò khởi xướng sự tiếp xúc, thúc đẩy hứng thú tình dục và tìm kiếm sự gần gũi thân xác. Bằng cách thúc đẩy cử chỉ tìm kiếm sự gần gũi, ham muốn tình dục thúc đẩy sự tiếp xúc, và điều này cuối cùng có thể nuôi dưỡng sự cam kết. Đây là một lời giải thích tại sao ham muốn tình dục thường mạnh mẽ vào giai đoạn đầu của mối quan hệ và có thể giải thích tại sao sự hiện diện hay vắng mặt của nó có thể phản ánh mức độ cam kết giữa các đối tác. Đàn ông và phụ nữ cũng bày tỏ niềm tin rằng khi hẹn hò, nếu các đối tác có ham muốn tình dục với nhau, thì khả năng đạt được kết quả tích cực về mặt gần gũi giữa các cá nhân sẽ cao hơn cũng như khả năng gặp phải các sự kiện tiêu cực trong mối quan hệ sẽ giảm đi, bất kể tần suất hoạt động tình dục.

## Hình ảnh

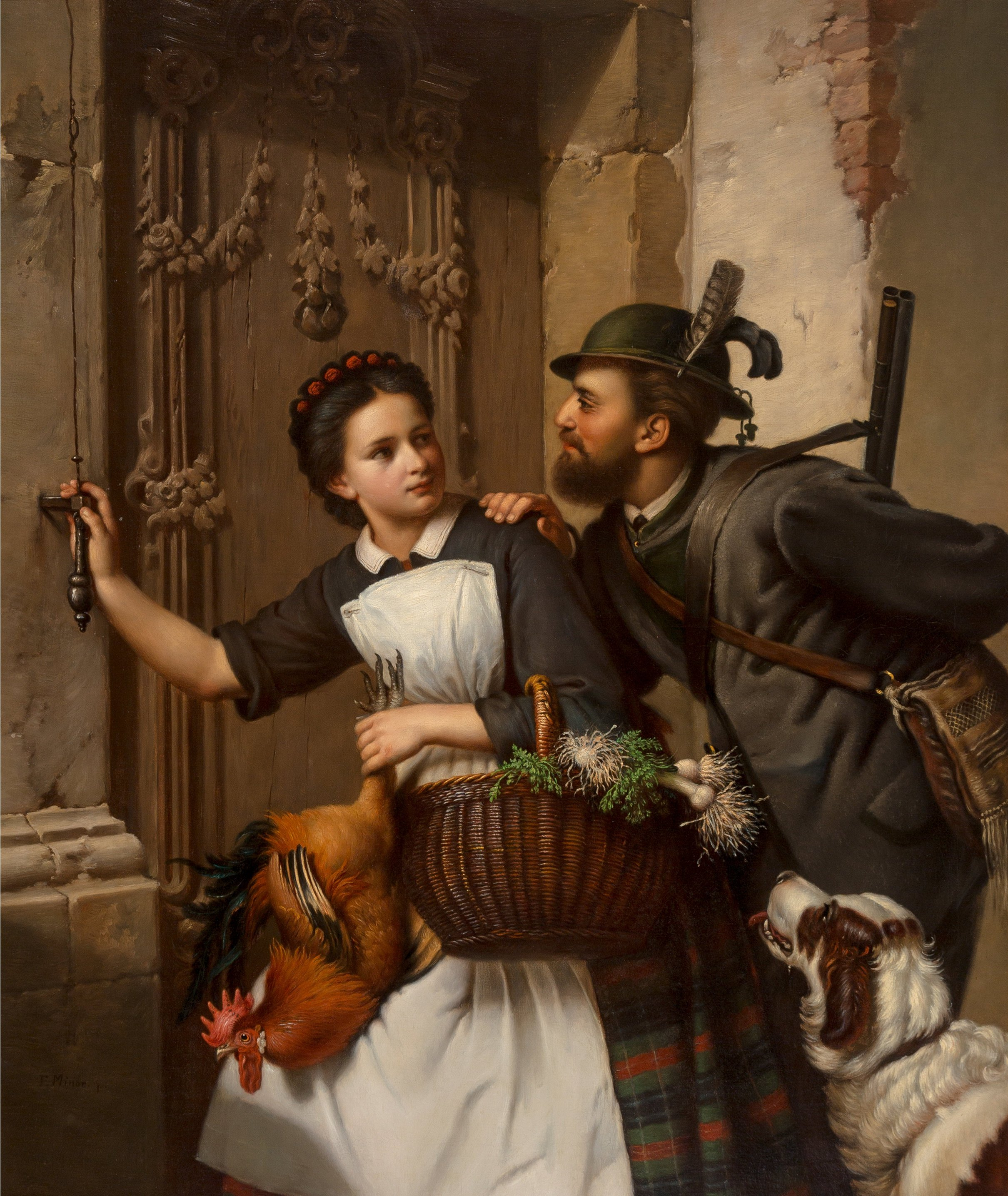
Hoạ phẩm về sự thân mật thể xác thông qua những đụng chạm thân thể đầy nhạy cảm
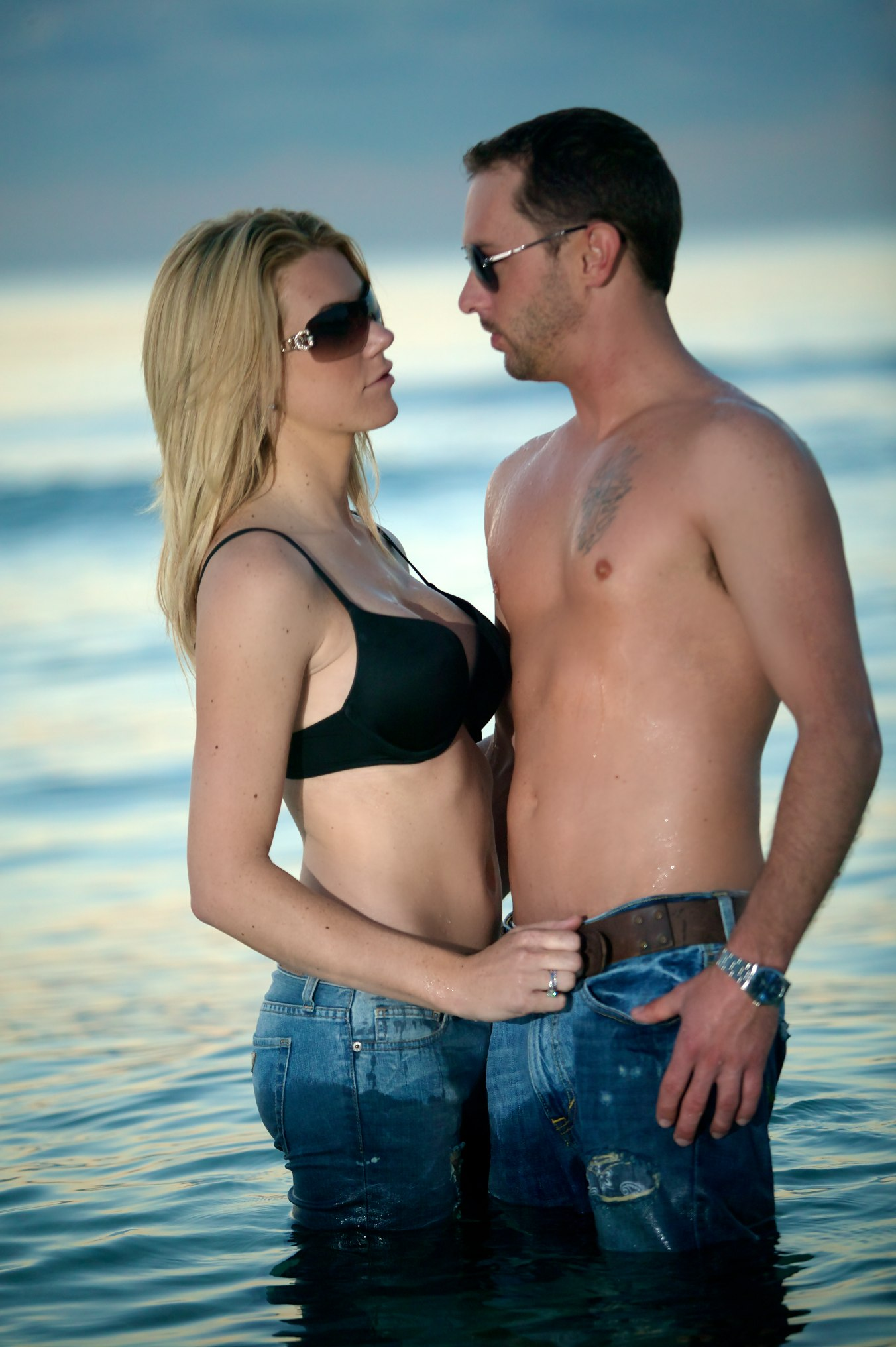
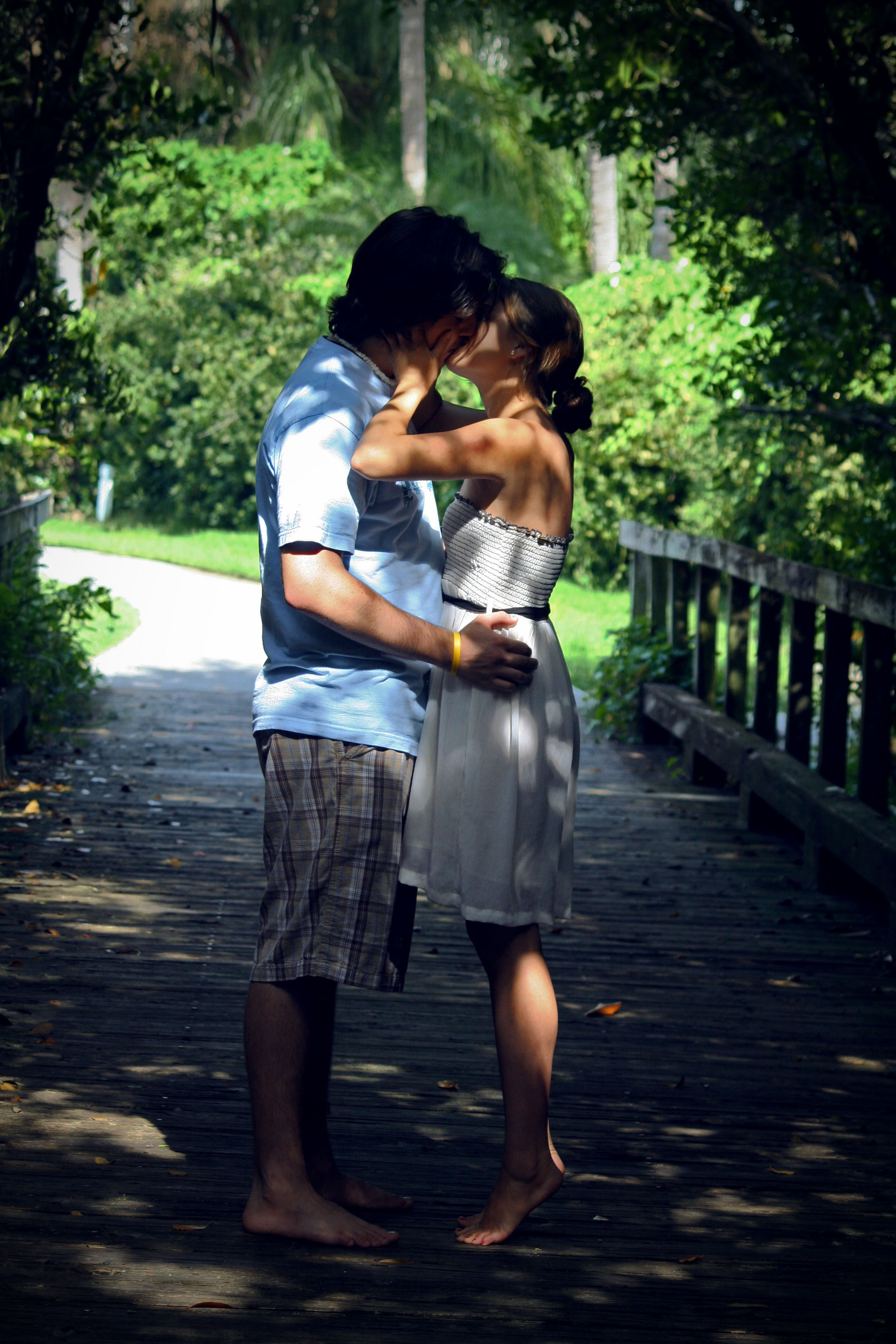
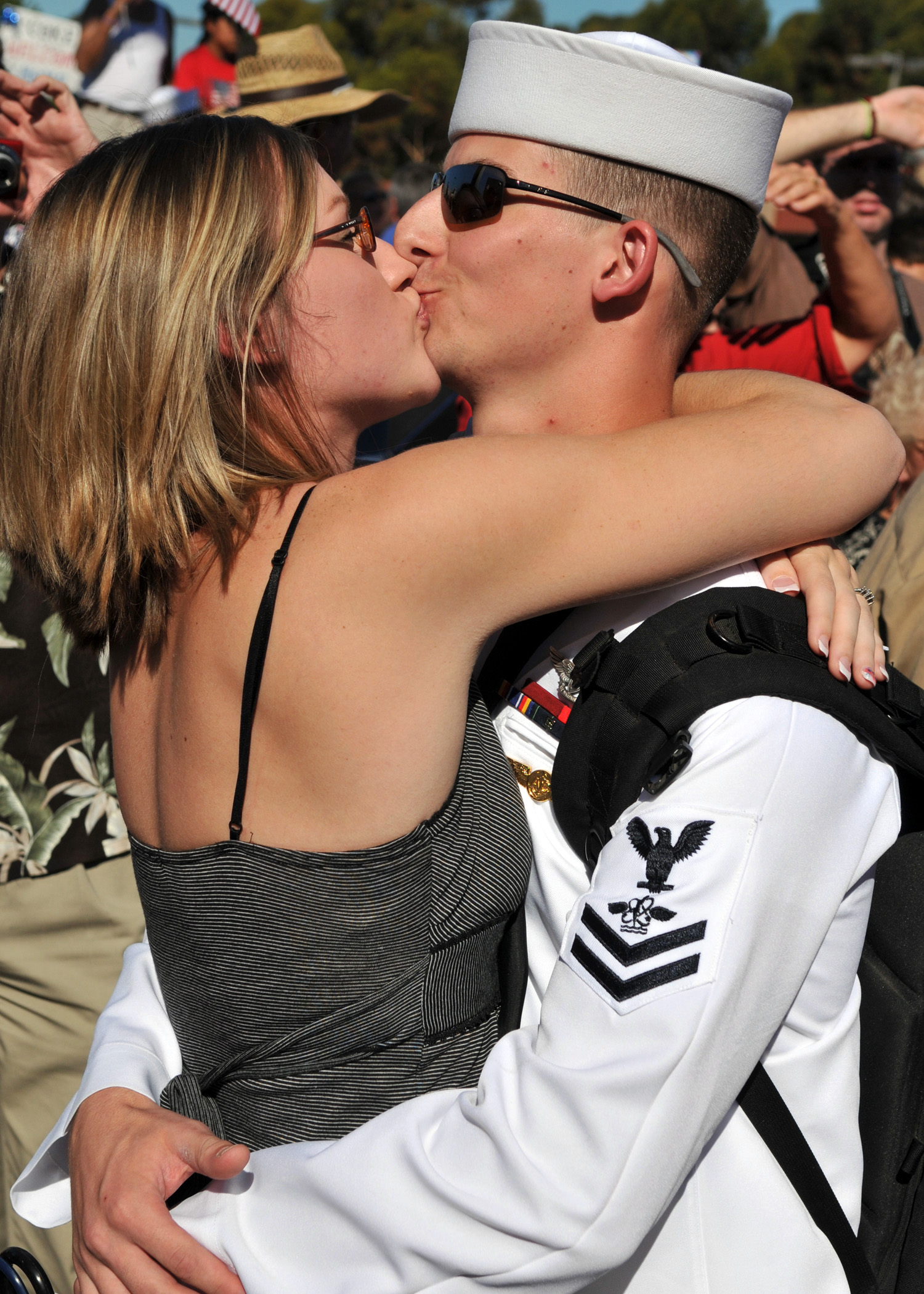
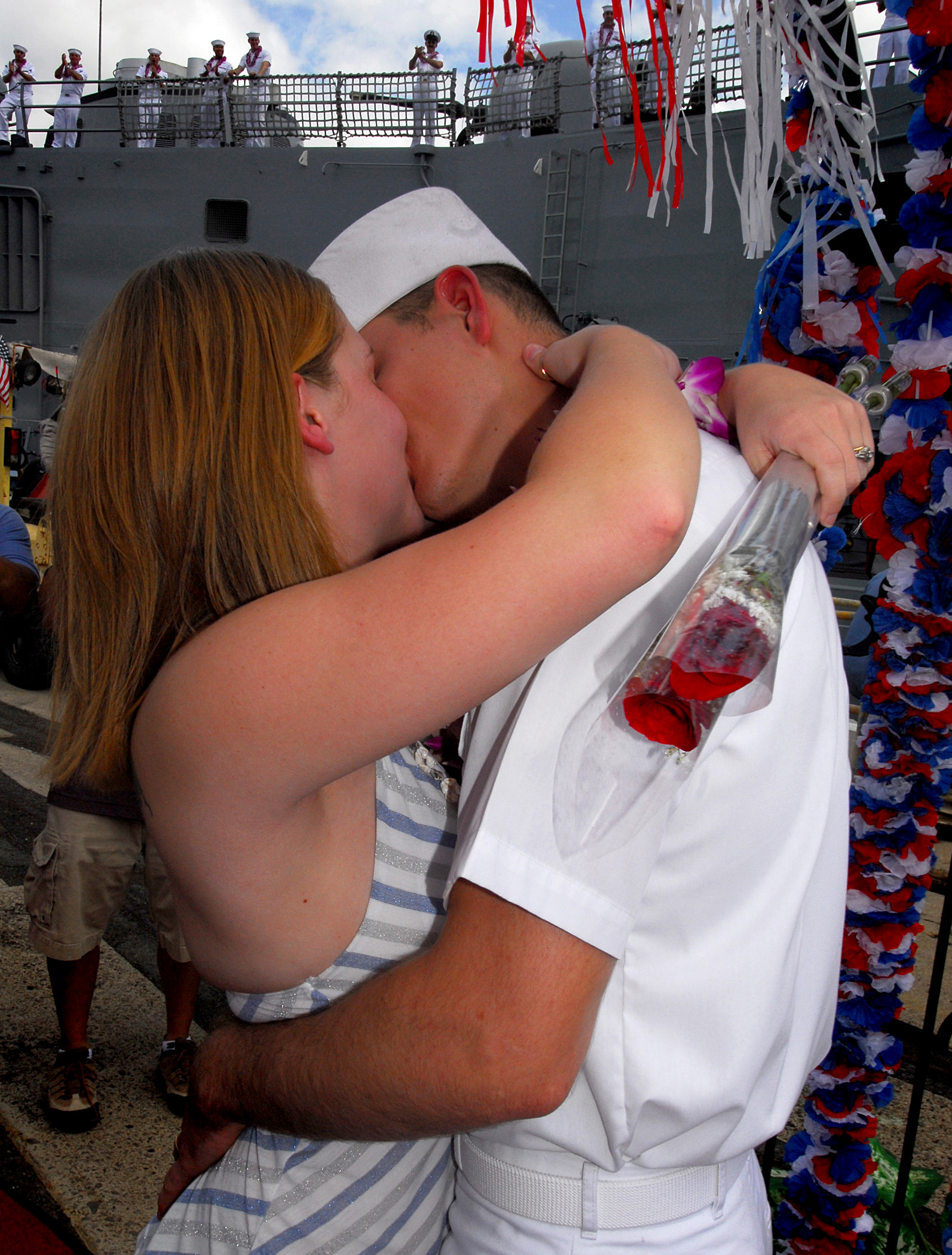
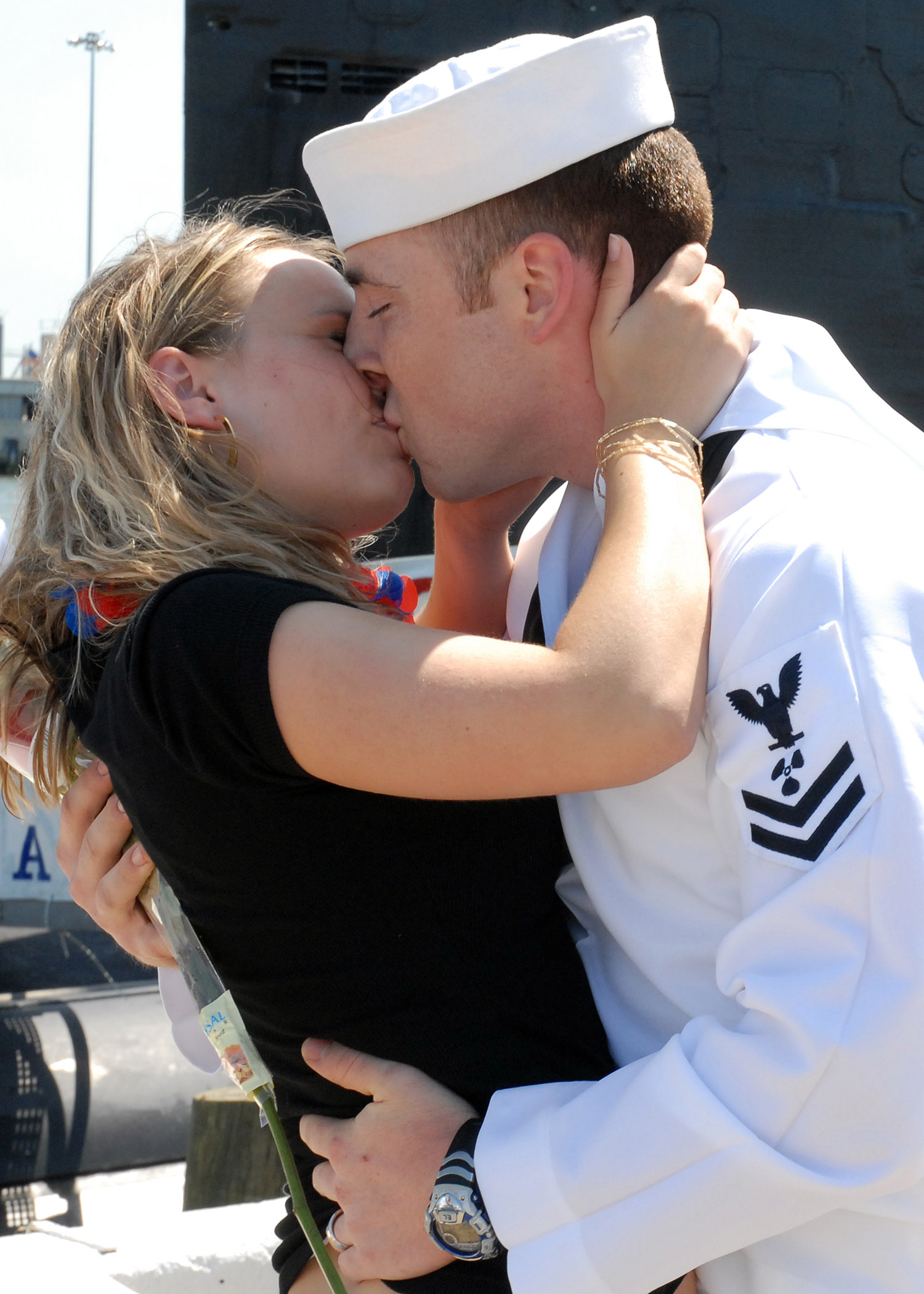
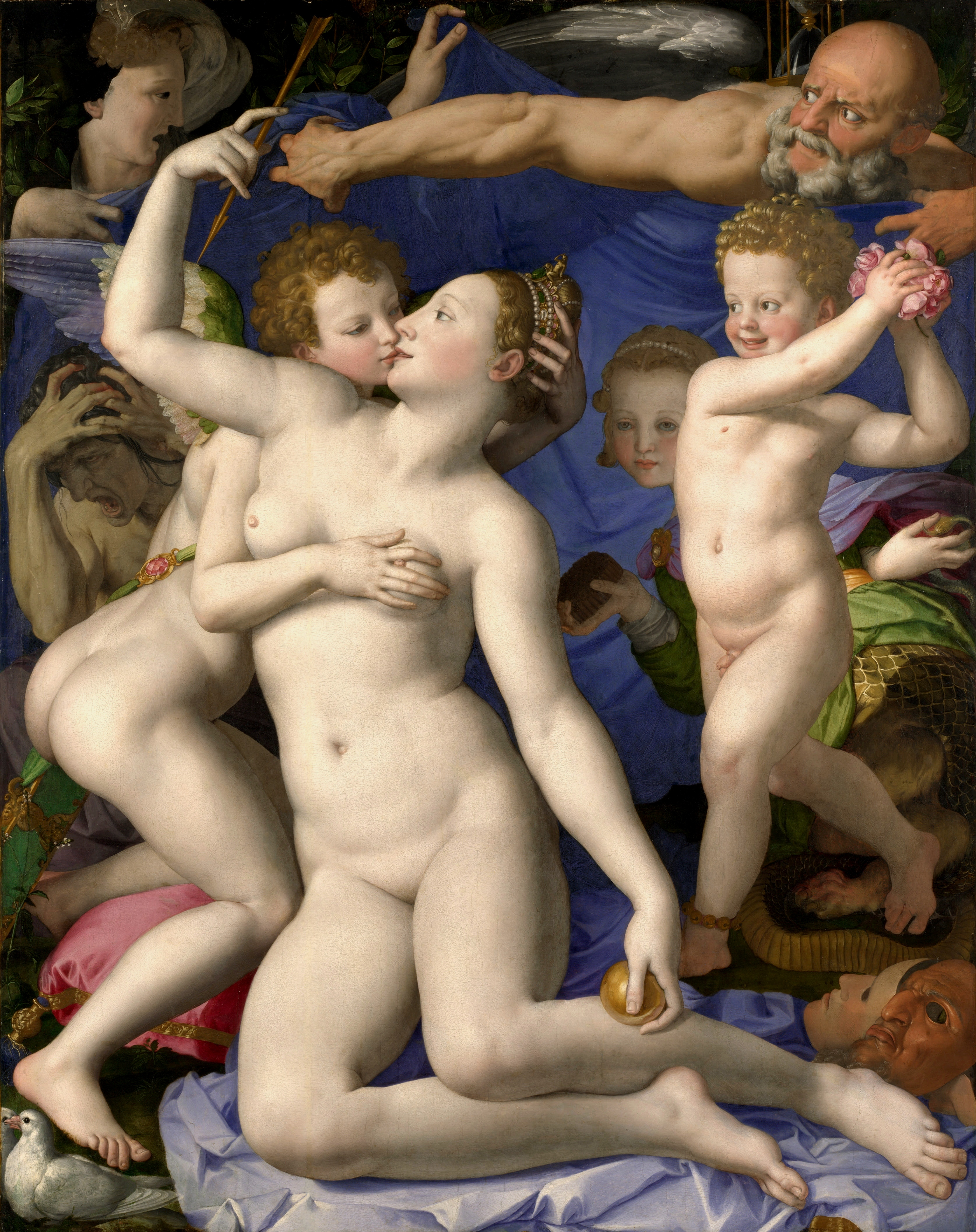
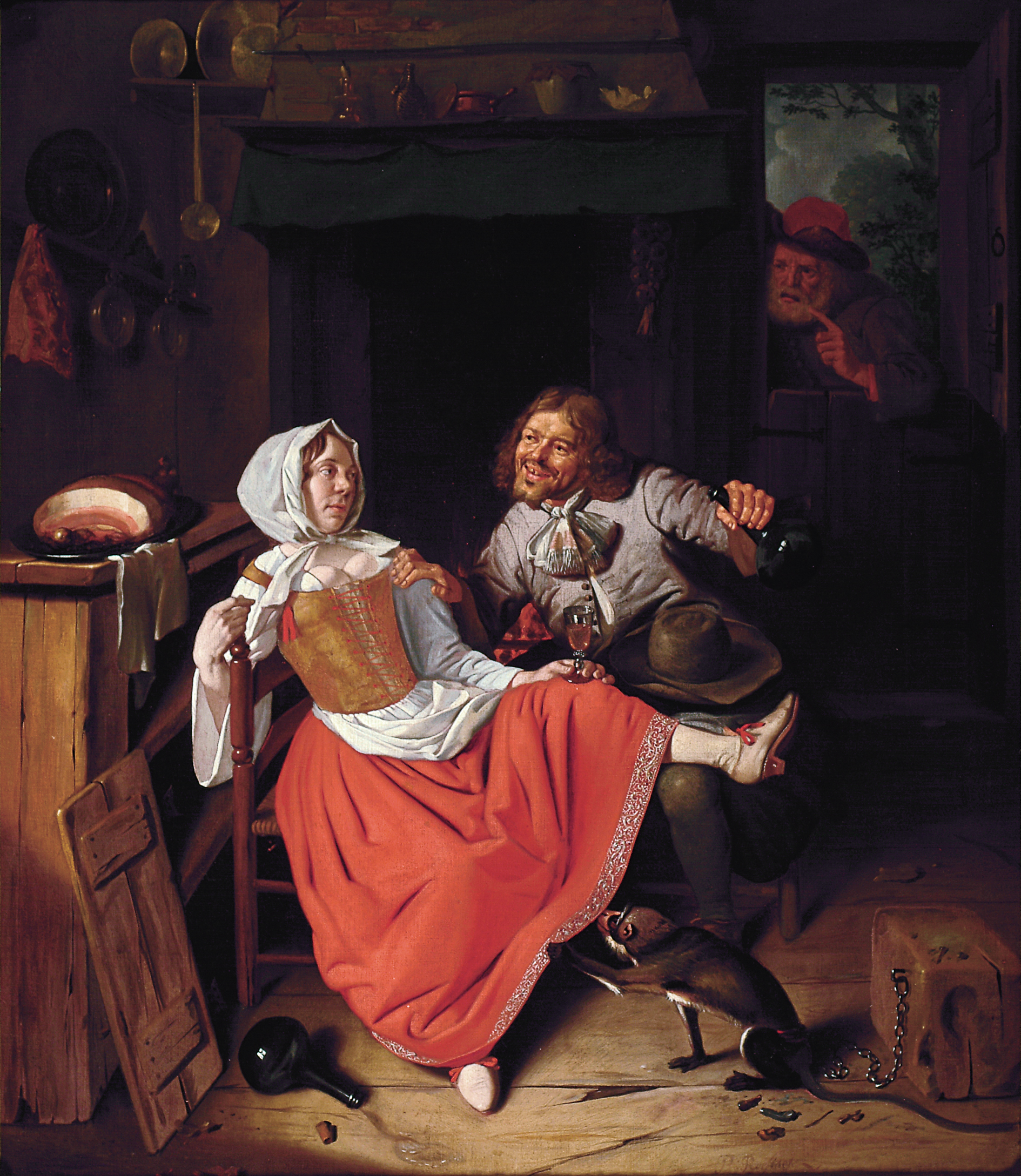
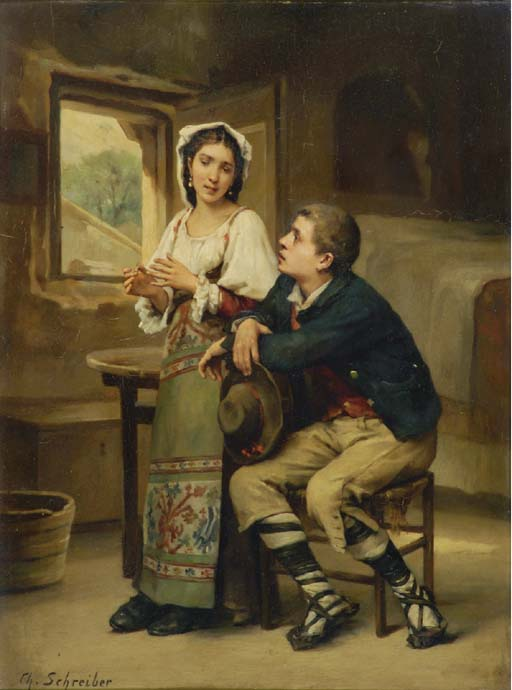
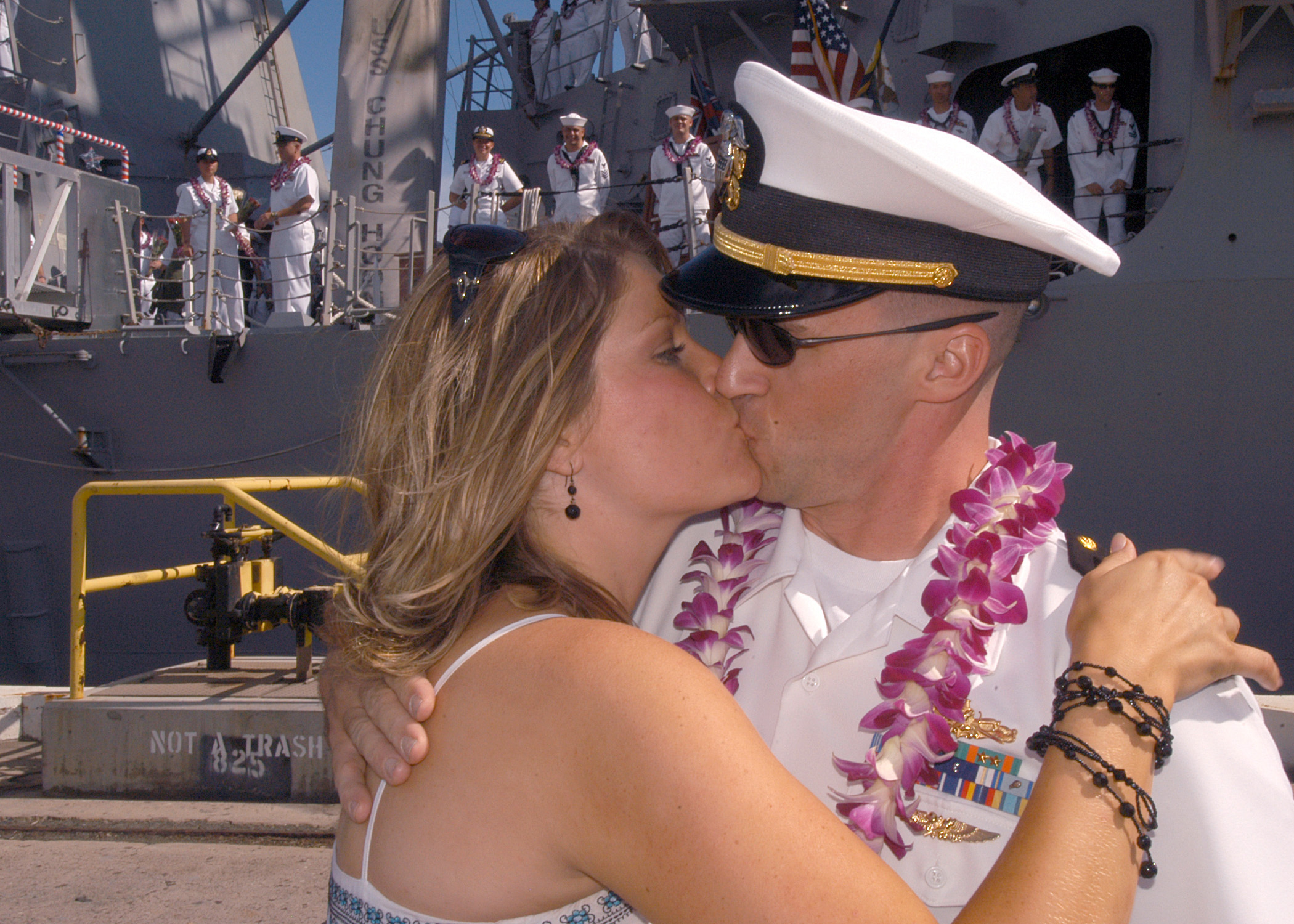
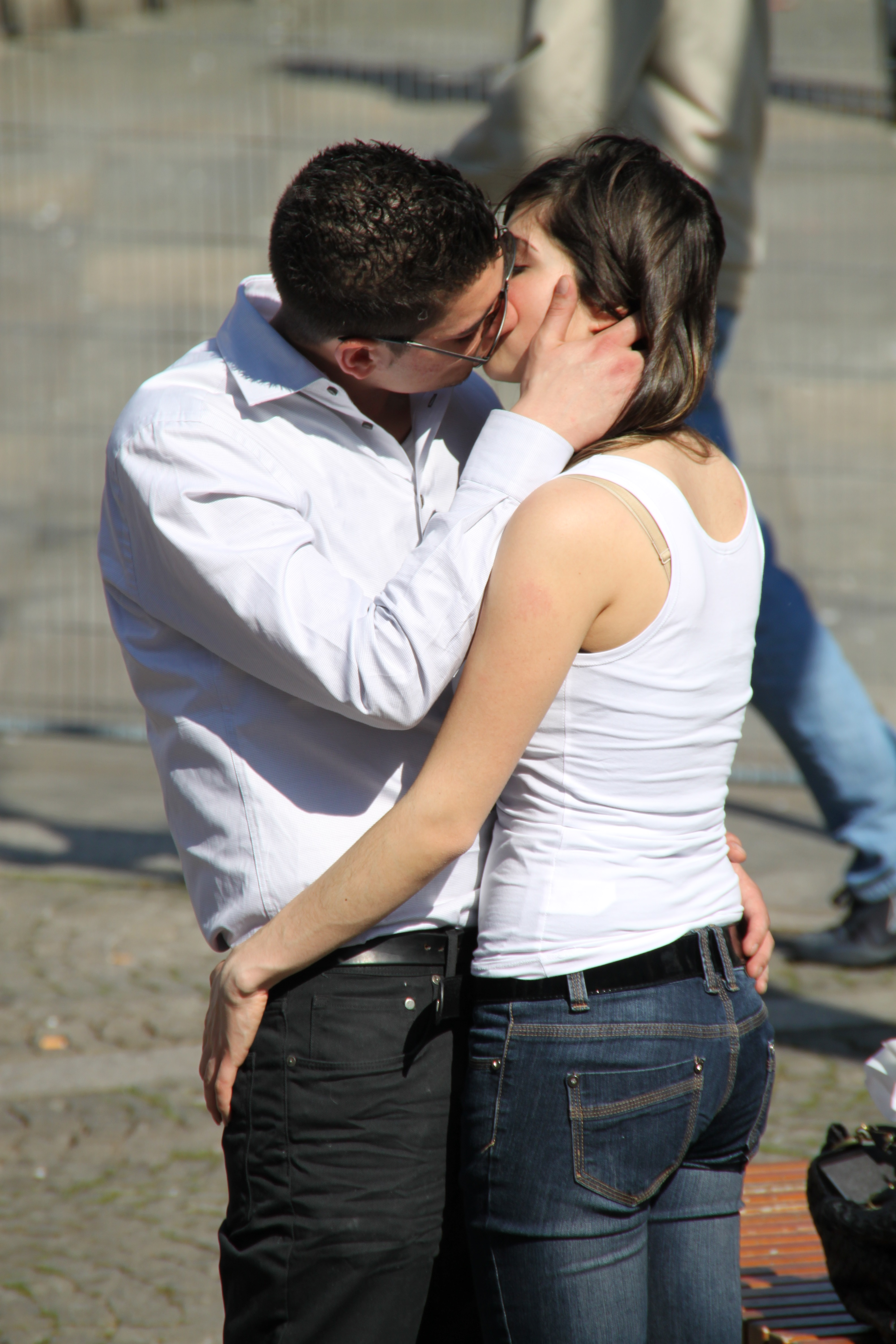
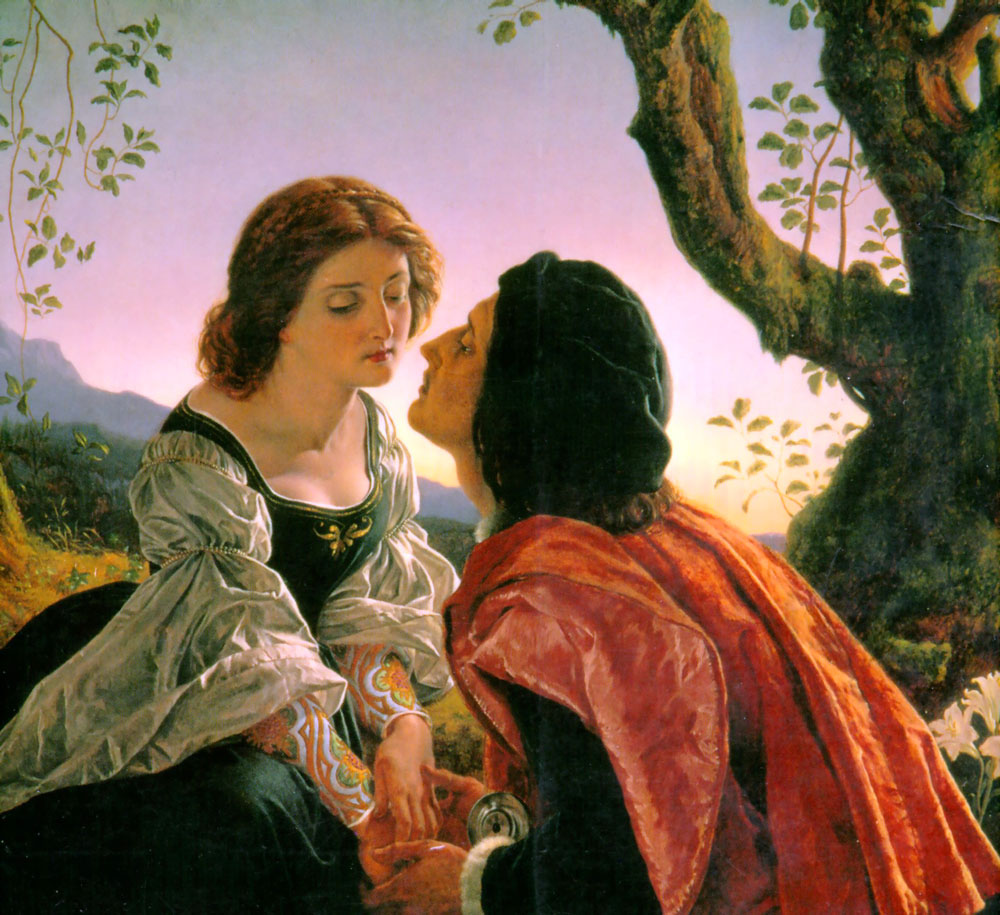
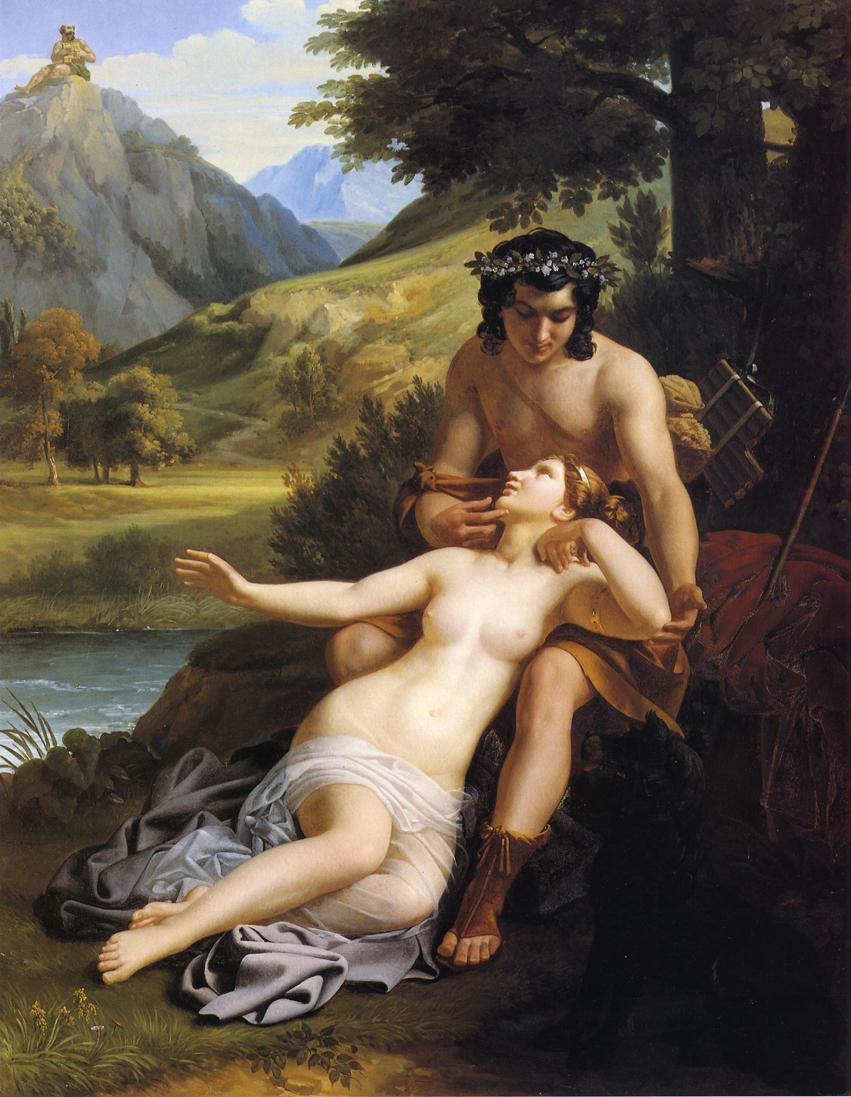
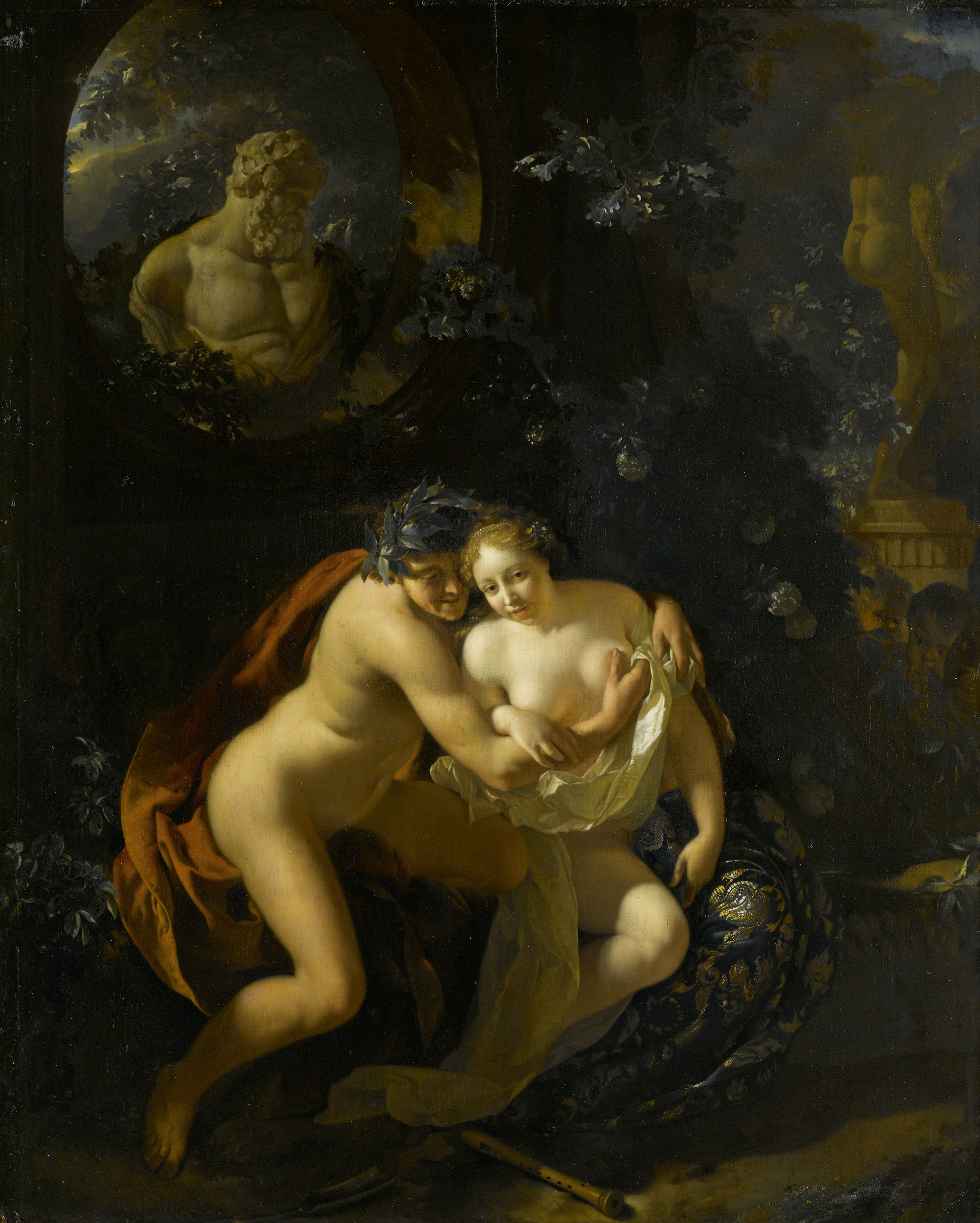
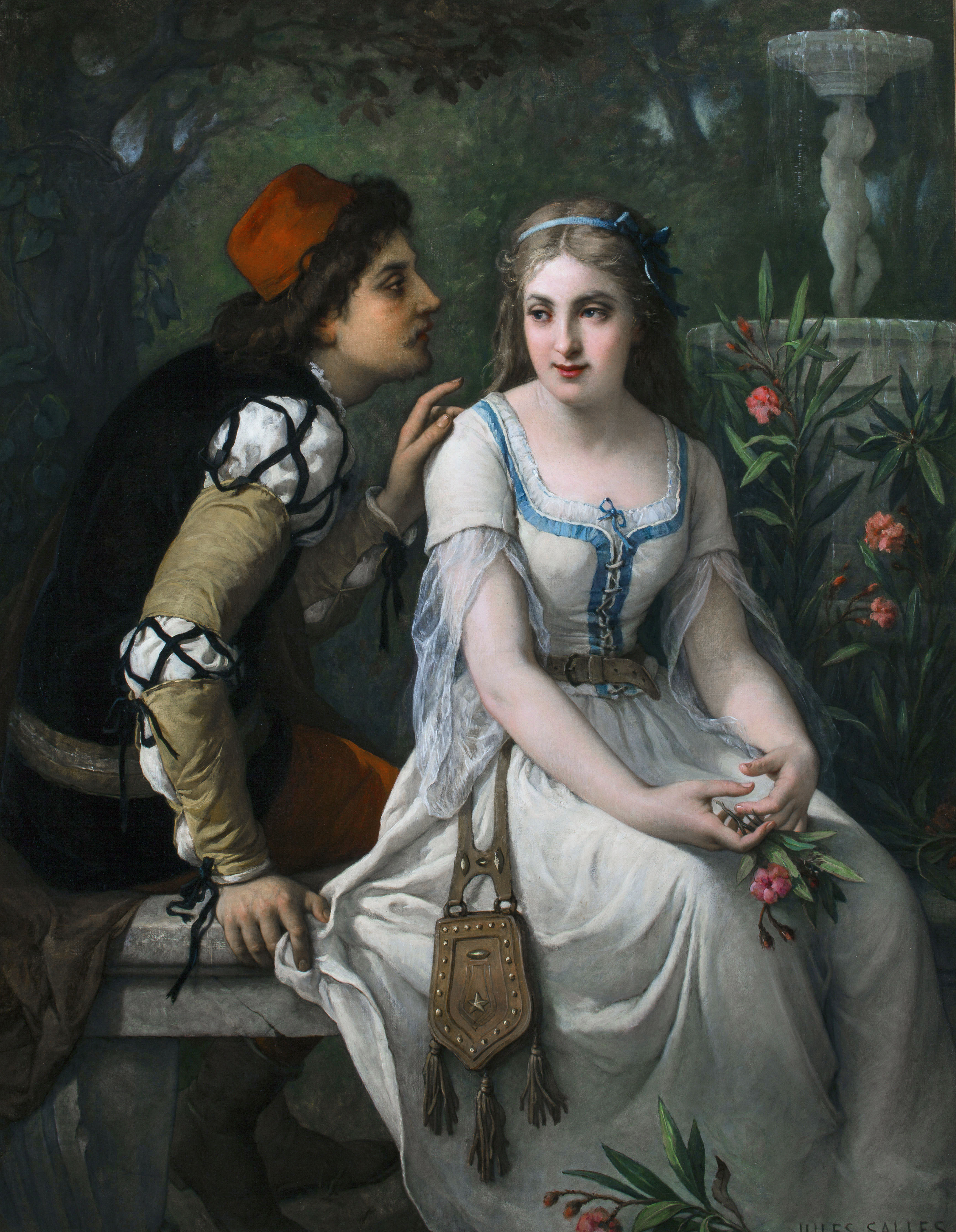
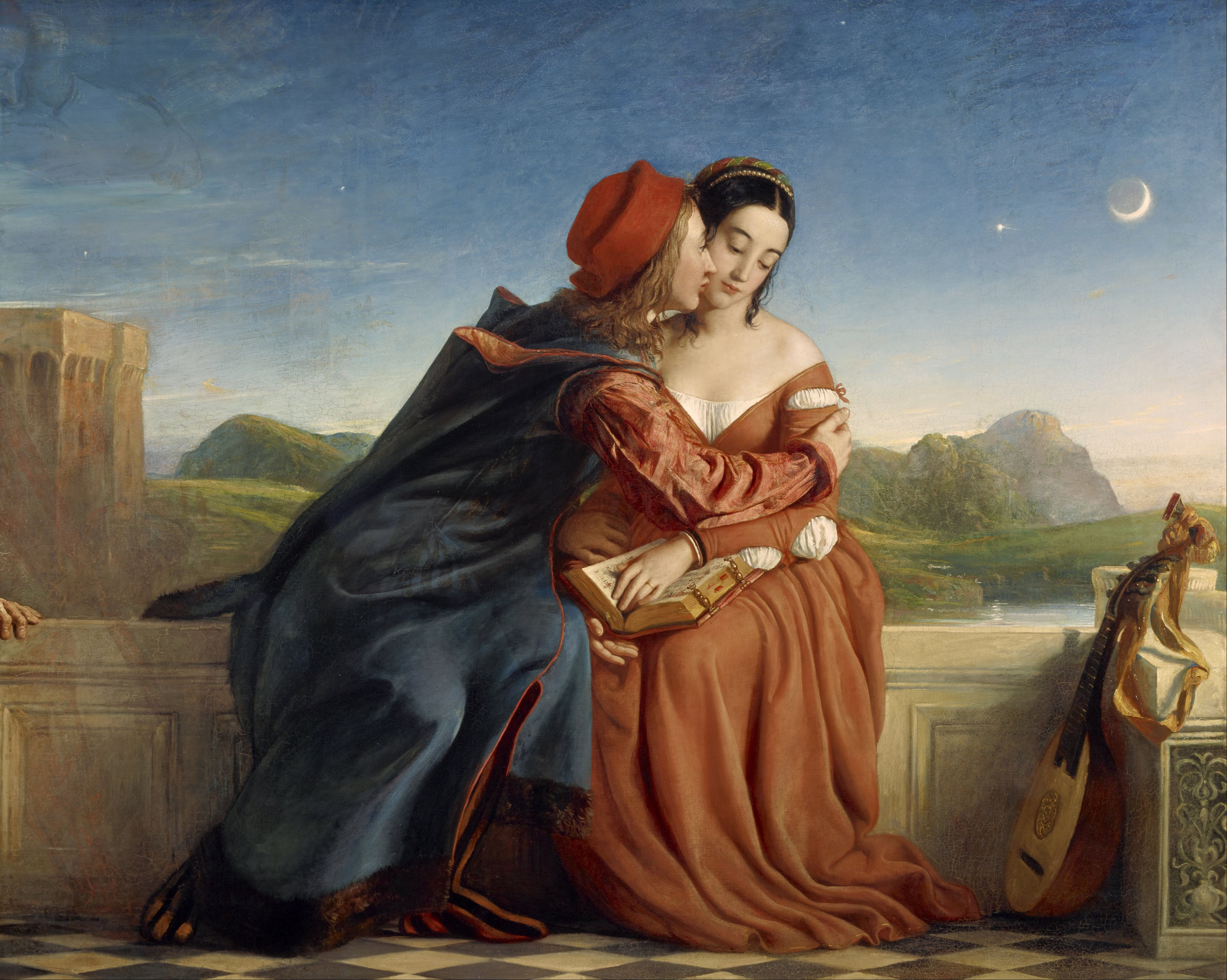
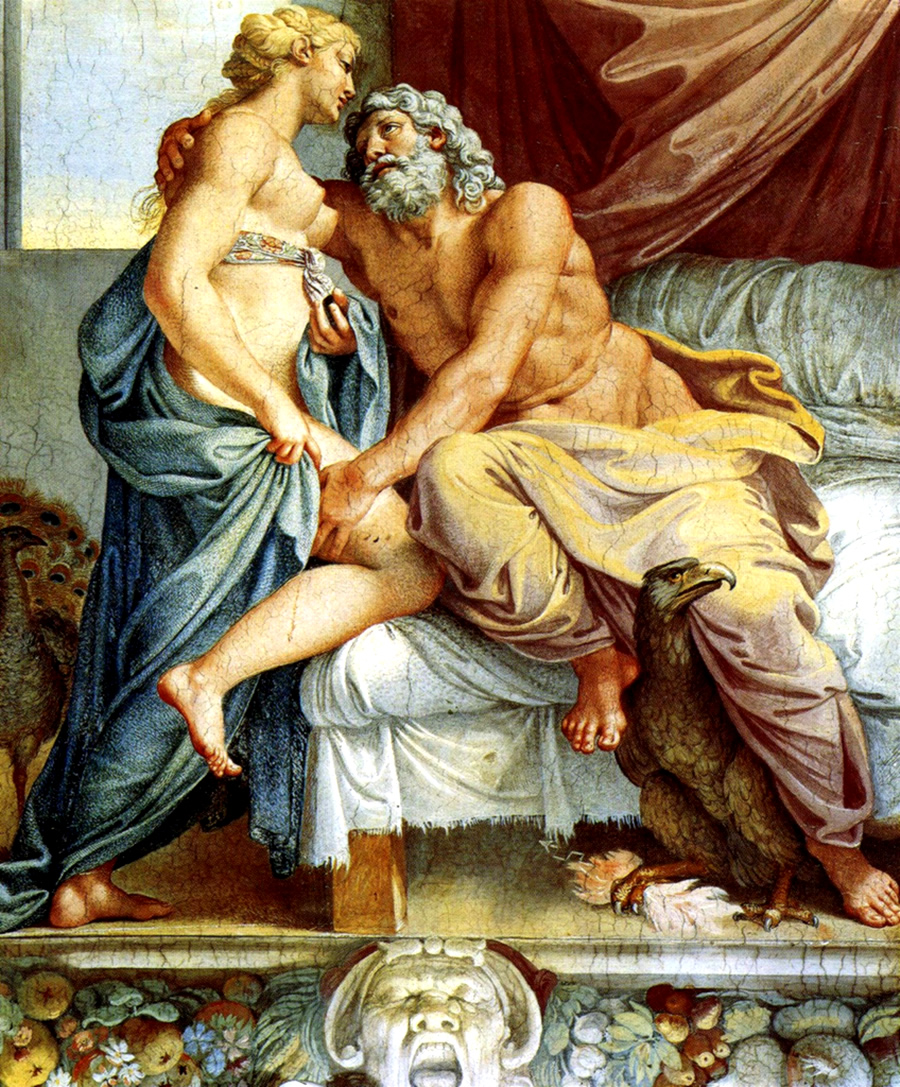